# NGC 6828
NGC 6828 – grupa gwiazd znajdująca się w gwiazdozbiorze Orła, prawdopodobnie gromada otwarta. Odkrył ją William Herschel 30 lipca 1788 roku. Znajduje się w odległości ok. 1957 lat świetlnych od Słońca.